# Willem Kornelis Dusseldorp

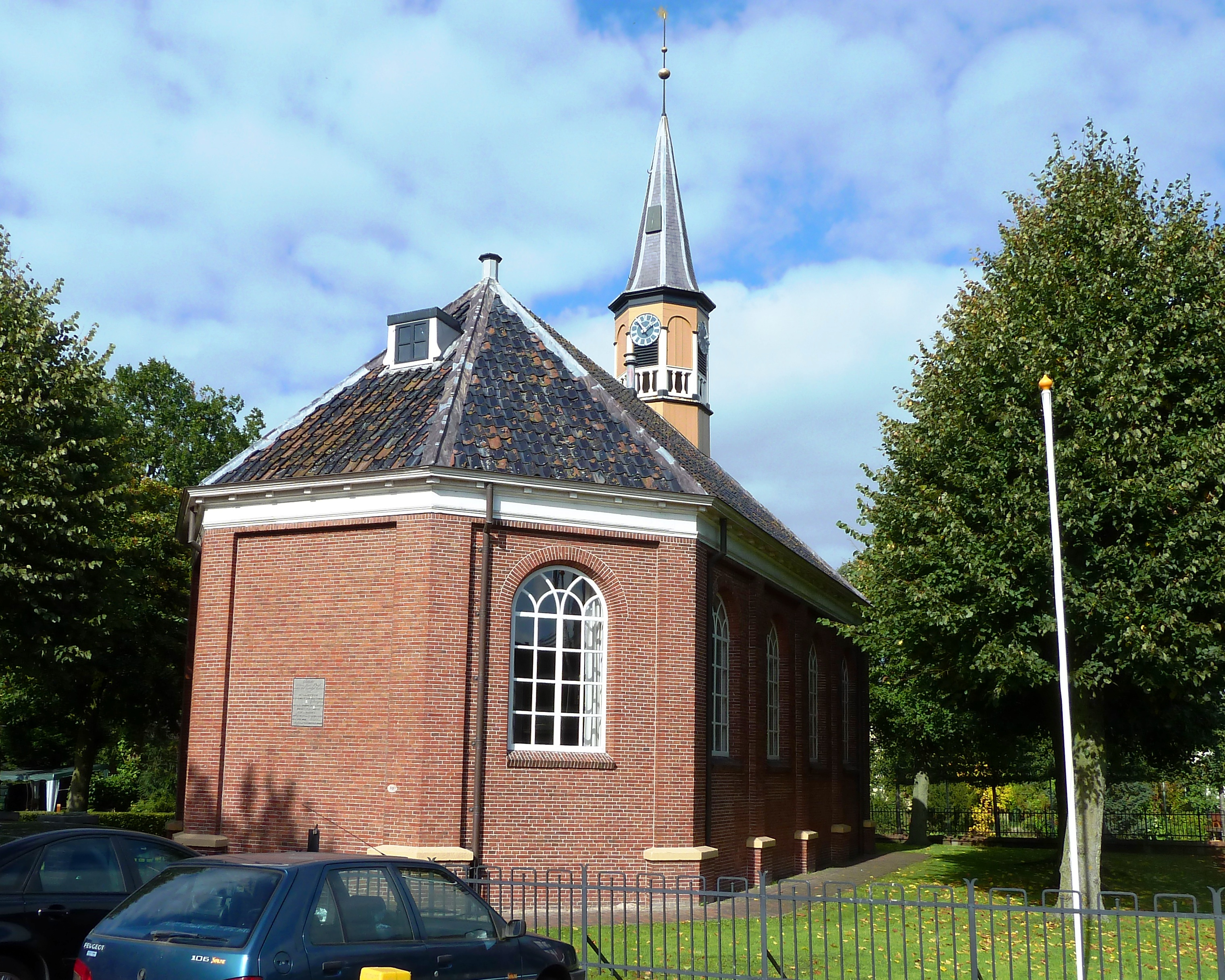
Hervormde kerk (1840), Onderdendam (2010)

Willem Kornelis Dusseldorp (Winsum, 30 oktober 1816 - Bedum, 18 oktober 1869) was een Nederlandse architect, die werkzaam was in de provincie Groningen. Hij was provinciaal opzichter en technisch ambtenaar bij het waterschap Hunsingo. De door Dusseldorp ontworpen hervormde kerk van Onderdendam (1840) is aangewezen als rijksmonument.

## Werken (selectie)
- 1840: Hervormde kerk, Onderdendam[1]
- 1840: Sint-Jozefkerk, Zuidhorn (uitvoering)[2]
- 1847: Bovenbouw toren van de Kerk van Huizinge. In 1868 werd deze weer verwijderd.
- 1856: Hervormde kerk, Grijpskerk (uitbreiding)[3]
- 1860-'61: Doopsgezinde kerk, Den Horn[4]